# Genicanthus
Genicanthus là một chi cá biển thuộc họ Cá bướm gai. Các loài trong chi này có phạm vi phân bố rộng khắp khu vực Ấn Độ Dương - Thái Bình Dương.

## Từ nguyên
Từ định danh của chi được ghép bởi hai từ trong tiếng Hy Lạp cổ đại: genys ("má") và acanthus ("gai, ngạnh"), hàm ý đề cập đến hàng gai nổi rõ ở rìa sau của nắp mang (cũng là đặc điểm chung của tất cả các loài cá thần tiên).

## Phân loại
Chi này được mô tả lần đầu tiên bởi Swainson (1839). Swainson cũng lưu ý rằng, Genicanthus có thân thuôn dài hơn Holacanthus và Pomacanthus, và đuôi của chúng lõm sâu vào trong với hai thùy đuôi dài. Nhưng nhiều năm sau đó, Genicanthus vẫn không được xem là một chi hợp lệ, mãi cho đến khi tính hợp lệ được công nhận bởi Fraser-Brunner (1933).

## Hình thái và sinh thái học
Genicanthus bao gồm tất cả những loài dị hình giới tính rõ rệt. Genicanthus cũng được chứng minh là những loài lưỡng tính tiền nữ (cá cái có thể chuyển đổi thành cá đực vào một thời điểm nào đó trong đời). Genicanthus thường sống thành từng nhóm nhỏ, với một con đực lớn thống trị một nhóm cá cái trong hậu cung của nó.
Các mẫu vật của Genicanthus hầu như ít được biết đến tại các viện bảo tàng sinh học trên thế giới. Thực tế, vài bảo tàng lại không có lấy một mẫu vật từ chi này. Điều này một phần là do chúng sống ở vùng nước khá sâu mà con người khó có thể tiếp cận được. Genicanthus hiếm khi được quan sát ở độ sâu nhỏ hơn 30 m. Chúng sống tập trung gần các rạn san hô và mỏm đá ngầm nên không thể đánh bắt bằng lưới rà.
Genicanthus bơi cách đáy biển một khoảng lớn hơn những loài cá thần tiên khác, mục đích là để kiếm thức ăn là những loài động vật phù du. Bên cạnh đó, chúng cũng ăn bổ sung cả giun nhiều tơ, tảo và những loài động vật hình rêu. Trái lại, thức ăn chủ yếu của những chi cá thần tiên khác trong họ Cá bướm gai là hải miên (bọt biển) và tảo.
Nhiều loài trong chi Genicanthus có cùng phạm vi phân bố, dẫn đến việc các loài có thể lai tạp với nhau. Ngay cả G. takeuchii, một loài được công nhận là hợp lệ, vẫn bị nghi ngờ là con lai giữa G. lamarck và G. semifasciatus.

## Các loài
Có 10 loài được công nhận là hợp lệ trong chi này, bao gồm:
- Genicanthus bellus Randall, 1975
- Genicanthus caudovittatus (Günther, 1860)
- Genicanthus lamarck (Lacépède, 1802)
- Genicanthus melanospilos (Bleeker, 1857)
- Genicanthus personatus Randall, 1975
- Genicanthus semicinctus (Waite, 1900)
- Genicanthus semifasciatus (Kamohara, 1934)
- Genicanthus spinus Randall, 1975
- Genicanthus takeuchii Pyle, 1997
- Genicanthus watanabei (Yasuda & Tominaga, 1970)

## Thương mại
Nhiều loài Genicanthus đã được đánh bắt và xuất khẩu trong ngành thương mại cá cảnh. Một số loài có giá khá đắt do chúng khó được thu thập ở môi trường nước sâu.

### Trích dẫn
- J. E. Randall (1975). "A revision of the Indo-Pacific angelfish genus Genicanthus, with descriptions of three new species". Bulletin of Marine Science. Quyển 25 số 3. tr. 393–421.
- Richard L. Pyle (2003). A systematic treatment of the reef-fish Family Pomacanthidae (Pisces: Perciformes) (PDF) (Tiến sĩ). Đại học Hawaii. Lưu trữ ngày 21 tháng 5 năm 2021 tại Wayback Machine